# Sunnanå, Bjurholms kommun
Sunnanå är en by i Bjurholms distrikt (Bjurholms socken) i Bjurholms kommun, Västerbottens län (Ångermanland). Byn ligger vid länsväg 353, på västra sidan av Öreälven, cirka 12 kilometer norrut från tätorten Bjurholm.
Från 2020 till 2023 klassade SCB bebyggelsen i byn, tillsammans med bebyggelsen i grannbyn Västerås, som en småort.